# マリンカード
マリンカードは、かつて横浜市交通局が発行し、横浜市営地下鉄及び横浜市営バスを始めとする周辺地域の一部バス事業者で共通利用できる磁気式乗車カード（プリペイドカード）である。共通利用制度については、バス共通カード#歴史も参照のこと。
また本項では、横浜市交通局専用の磁気式乗車カード「Yカード」についても併せて記述する。

## 発行券種
- 1,000円券（利用額1,000円、プレミアなし）
- 3,000円券（利用額3,200円）
- 5,000円券（利用額5,400円）

## 利用可能な交通機関

### 地下鉄
- 横浜市営地下鉄：ブルーライン

2008年3月30日に開業した横浜市営地下鉄グリーンラインは、PASMOサービス開始（2007年3月18日）後の開業だったため、自動改札機や自動券売機がマリンカード・Yカードに対応していなかった。

### バス

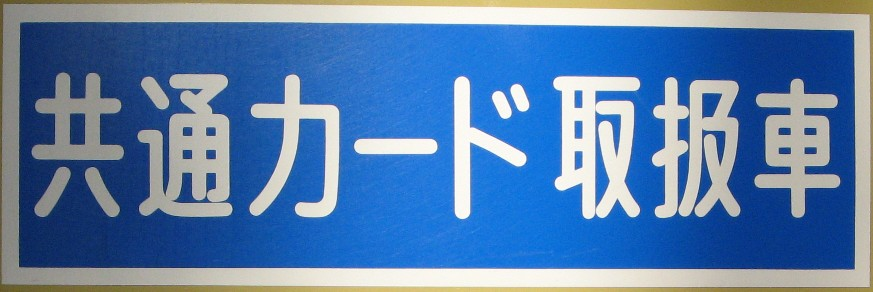
青色の「共通カード取扱車」ステッカー。マリンカードが利用可能なバス車両に貼られていた

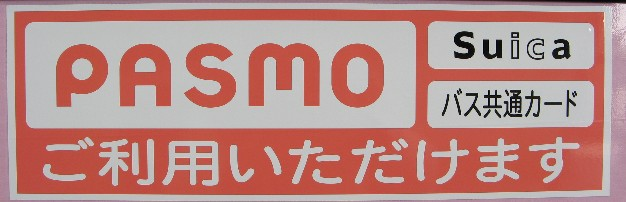
ピンク色の「PASMO・Suica・バス共通カードご利用いただけます」ステッカー。PASMO導入後に貼られたもの

以下のバス事業者で、かつ車両に青色の「共通カード取扱車」のステッカーが貼付されているバスで利用可能だった。
このうちPASMO導入済みの一部の事業者・営業所の車両では、ピンク色の「PASMO Suica バス共通カード ご利用いただけます」が貼付されているバスに限られる。PASMOサービス開始後、各営業所毎に段階的に実施された。
横浜市営バスと川崎市バスは一部路線で民営事業者と共同運行しているが、神奈川中央交通と江ノ島電鉄（江ノ電バス）以外の民営バスでは使用できなかった（後述の移譲路線を除く）。
- 横浜市営バス
  - 横浜交通開発
- 川崎市交通局（川崎市バス）
- 神奈川中央交通
  - 横浜神奈交バス
  - 湘南神奈交バス
  - 藤沢神奈交バス
  - 相模神奈交バス
  - 津久井神奈交バス
- 江ノ電バス
  - 江ノ電バス横浜
  - 江ノ電バス藤沢
- フジエクスプレス - 134系統「横浜タウンバス」のみ。横浜市営バスからの移譲路線

#### 横浜市営バスの一部路線移譲
2006年からの横浜市営バスの一部路線移譲において、すでに共通利用がなされていた横浜交通開発・神奈川中央交通・フジエクスプレスへの移譲路線ではマリンカードも引き続き使用可能だったが、それ以外の東急バス・京浜急行バス・臨港グリーンバスへの移譲路線では使用不能だった。

## 利用方法
いずれの場合もパスネットやバス共通カードと同じ取り扱いだが、本カードでは裏面に日付や残高などが印字される機能があった。バスでは印字されない。

### 地下鉄
乗車時にカードを自動改札機に直接投入する。その際にカード利用可能残高から初乗り運賃が前引きされ、裏面に日付と乗車駅が印字される。下車時には運賃との差額分が引き落とされ、裏面に降車駅と残高が印字された。
なお、初乗り運賃200円に満たない場合や小児、割引運賃適用者、複数人が利用する場合はあらかじめ自動券売機できっぷを購入する事になる。なお、出場時に残額が引き去り運賃に満たないカードはそのままでは出場できないため、各駅に設置されている自動精算機で精算する必要があった（この方法はパスネットと同じ扱い）。
横浜市営地下鉄各駅の自動改札機ではパスネット加盟の他社局のそれとは異なり乗車券の2枚投入ができず、本カードも残高不足の場合にそのまま自動改札機に投入する事ができないため、不便を強いられる事となる。なお、2007年3月18日にICカード乗車券「PASMO」が導入され、それに先駆け自動改札機が更新されたが、PASMO及び相互利用ができる「Suica」の利用増加を見込んで2枚投入機能を導入していない（交通局発表によるもの）。
本カードとパスネットではシステムが異なり併用できなかった。

### バス
全線均一運賃（前乗り・前払い方式）の路線では、乗車時にカードをカードリーダーに通して利用する。小児、割引運賃適用者、複数人が利用する場合には、カードを通す前に乗務員に申告しなければならない。ただし、系統によっては対キロ制で、かつ降車停留所を申告する路線もあるが、この場合は降車停留所を乗務員に申告してカードを通さなければならなかった。
後払い方式の路線（主に神奈中、江ノ電の一部路線など）では、乗車時及び降車時にカードをカードリーダーに通して利用する。ただし、降車時に小児、割引運賃適用者、複数人が利用する場合には、カードを通す前に乗務員に申告しなければならなかった。
残高不足の場合は現金又は別の本カードを追加して利用できるが、バス共通カード・PASMO・Suicaとの併用はできなかった。

## 販売所
横浜市交通局の定期券販売所（湘南台駅は除く）、市営バス各営業所、市営地下鉄各駅の自動券売機と売店にて販売していた（横浜市営バス・横浜交通開発バス車内及び、川崎市交通局〈川崎市バス〉・神奈中グループ各社・江ノ電バス・フジエクスプレスでは販売していなかった）。

## PASMOの導入
2007年3月18日から、横浜市交通局を含む首都圏の鉄道・バス事業者で非接触式ICカード乗車券PASMOのサービスが開始され、Suicaとの相互利用も始まった。
PASMOの普及に伴い2008年1月10日の終電をもってパスネットの販売が導入全社・局で終了し、同年3月14日の終電をもって自動改札機での利用ができなくなった。マリンカード・Yカードについては、パスネット発売終了後も引き続き発売を行っていたが、2月21日で発売を終了し、地下鉄の自動改札機の利用はパスネットの利用終了日と同日である3月14日の終電をもって終了した。ただし、同年3月30日に開業した市営地下鉄グリーンラインではPASMO利用促進を意図した設備内容のため、本カードが自動改札機や自動券売機などが利用できない制約であることから、係員のいる通路による乗り越し精算時のみの対応となっていた（センター北～センター南間のみを利用する場合を除く）。
バス共通カード利用終了日の2010年7月31日をもって、地下鉄及びバスの全ての取扱いが終了した。これに伴い払い戻しも開始された。残高からプレミアム額を差し引いた額相当を無手数料で払い戻す。ただし、PASMO・Suicaへの残高の移し替えはできない。

## Yカード
横浜市営地下鉄と横浜市営バスのみで使用できる磁気式プリペイドカードで、500円券（贈答用、プレミアなし）、1,000円券（利用額1,050円）、3,000円券（利用額3,200円）があり、主に記念ものを中心に発行されていた。販売終了日及び使用停止日、払い戻し方法はマリンカードと同じである。